# Zelienka
Zelienka este o arie protejată (arie specială de conservare — SAC, sit de importanță comunitară — SCI) din Slovacia întinsă pe o suprafață de 141,68 ha, integral pe uscat.

## Localizare
Centrul sitului Zelienka este situat la coordonatele 48°36′07″N 17°09′46″E / 48.601849°N 17.162691°E.

## Înființare
Situl Zelienka a fost declarat sit de importanță comunitară în aprilie 2004 pentru a proteja 12 specii de animale. Situl a fost protejat și ca arie specială de conservare în martie 2004.

## Biodiversitate
Situată în ecoregiunea panonică, aria protejată conține 4 habitate naturale: Mlaștini turboase de tranziție și turbării mișcătoare, Lacuri și iazuri distrofice naturale, Păduri acidofile de stejar bătrân cu Quercus robur pe câmpii nisipoase, Mlaștini împădurite.
La baza desemnării sitului se află mai multe specii protejate:
- păsări (6): gâscă de semănătură (Anser fabalis), Locustella naevia, stârc de noapte (Nycticorax nycticorax), corcodel mare (Podiceps cristatus), mărăcinar negru (Saxicola torquatus), guguștiuc (Streptopelia decaocto)
- mamifere (1): liliac comun (Myotis myotis)
- nevertebrate (4): croitorul mare al stejarului (Cerambyx cerdo), Cucujus cinnaberinus, libelule (Leucorrhinia pectoralis), rădașcă (Lucanus cervus)
- pești (1): țipar (Misgurnus fossilis)

Pe lângă speciile protejate, pe teritoriul sitului au mai fost identificate 11 specii de plante, 9 specii de amfibieni, 12 specii de mamifere, 21 de specii de nevertebrate, 1 specie de reptile.